# Prostostna stopnja (mehanika)
Prostóstna stòpnja je neodvisna možnost gibanja telesa. Vsako prosto telo ima vsaj tri prostostne stopnje, ki ustrezajo premiku v treh neodvisnih smereh (npr. gor-dol, naprej-nazaj, levo-desno). Te tri prostostne stopnje so tudi vse prostostne stopnje točkastega telesa. Togo telo pa ima lahko še dodatne tri prostostne stopnje, ki ustrezajo vrtenju okrog treh glavnih osi. Zunanje omejitve lahko zmanjšajo število prostostnih stopenj, tako ima telo, vrtljivo le okoli ene osi, le eno prostostno stopnjo.
Število prostostnih stopenj ustreza številu podatkov, potrebnih za opis lege telesa. Lego točkastega telesa, npr. atoma, povsem opišemo s tremi koordinatami, trem prostostnim stopnjam pa ustreza premik v treh med seboj pravokotnih smereh. Za opis lege dvoatomne molekule potrebujemo skupaj pet podatkov. Prvi od atomov je lahko kjerkoli v prostoru, zato za opis njegove lege potrebujemo tri podatke. Ko enkrat poznamo lego enega od atomov, pa pri legi drugega nimamo več vse svobode: ne more biti kjerkoli v prostoru, ampak je lahko le nekje na krogelni lupini s središčem v prvem atomu in polmerom, podanim z razdaljo kemijske vezi med atomoma. Za opis njegove lege potrebujemo le še dva, ne pa treh podatkov - podobno, kot potrebujemo le dva podatka (zemljepisno širino in dolžino) za opis katerekoli lege na Zemljinem površju. Toga vez med atomoma je torej zmanjšala število prostostnih stopenj za eno. Prostostne stopnje takšne dvoatomne molekule lahko opišemo z načini gibanja: tri prostostne stopnje odpadejo na translacijsko gibanje težišča molekule, dve pa na vrtenje molekule okoli dveh osi, pravokotnih na zveznico med atomoma. Energija vrtenja okoli zveznice je enaka nič, če sta atoma točkasta.
Vsaki prostostni stopnji ustreza en neodvisni kvadratni člen v izrazu za kinetično energijo. V kinetični teoriji plinov po ekviparticijskem izreku ustreza vsakemu takemu členu v povprečju energija kBT/2, pri čemer je kB Boltzmannova konstanta, T pa absolutna temperatura.